# Patsch (Tyrol)
Pour les articles homonymes, voir Patsch.
Patsch  est une commune du District d'Innsbruck-Land, au Tyrol (Autriche), située au Sud de la ville d'Innsbruck.

## Communes voisines
- Ellbögen
- Innsbruck
- Lans
- Schönberg im Stubaital